# Lycodon tiwarii
Lycodon tiwarii är en ormart som beskrevs av Biswas och Sanyal 1965. Lycodon tiwarii ingår i släktet Lycodon och familjen snokar. Inga underarter finns listade i Catalogue of Life.
Denna orm förekommer endemisk på Andamanerna och Nikobarerna (Indien). Honor lägger ägg.